# Berlinale Kamera
La Berlinale Kamera è un premio onorifico assegnato durante il Festival di Berlino a personalità e istituzioni cinematografiche che nel corso degli anni hanno dato un importante contributo alla rassegna. Il riconoscimento è stato introdotto a partire dall'edizione del 1986.

## Albo d'oro

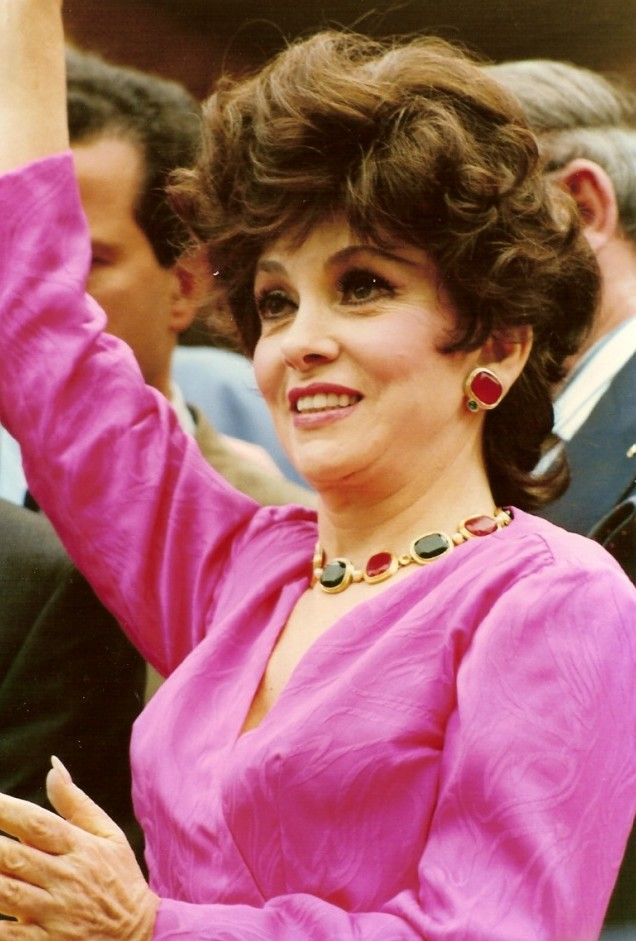
Gina Lollobrigida,
Berlinale Kamera 1986

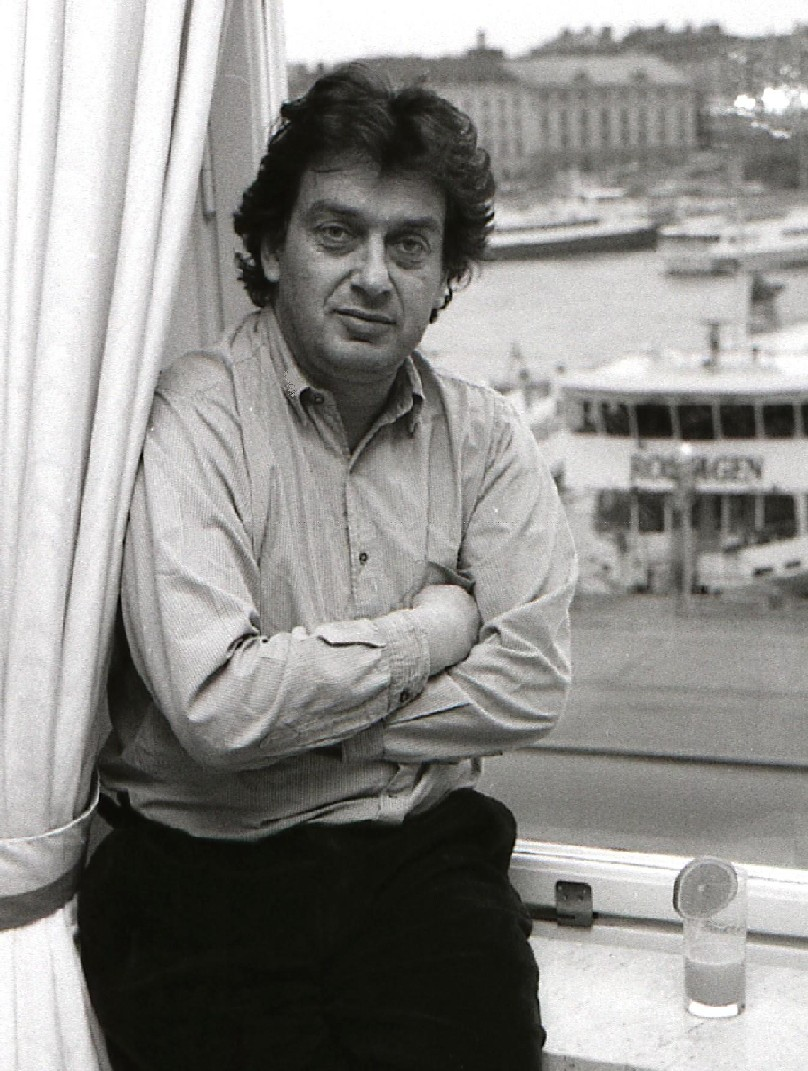
Stephen Frears,
Berlinale Kamera 1989

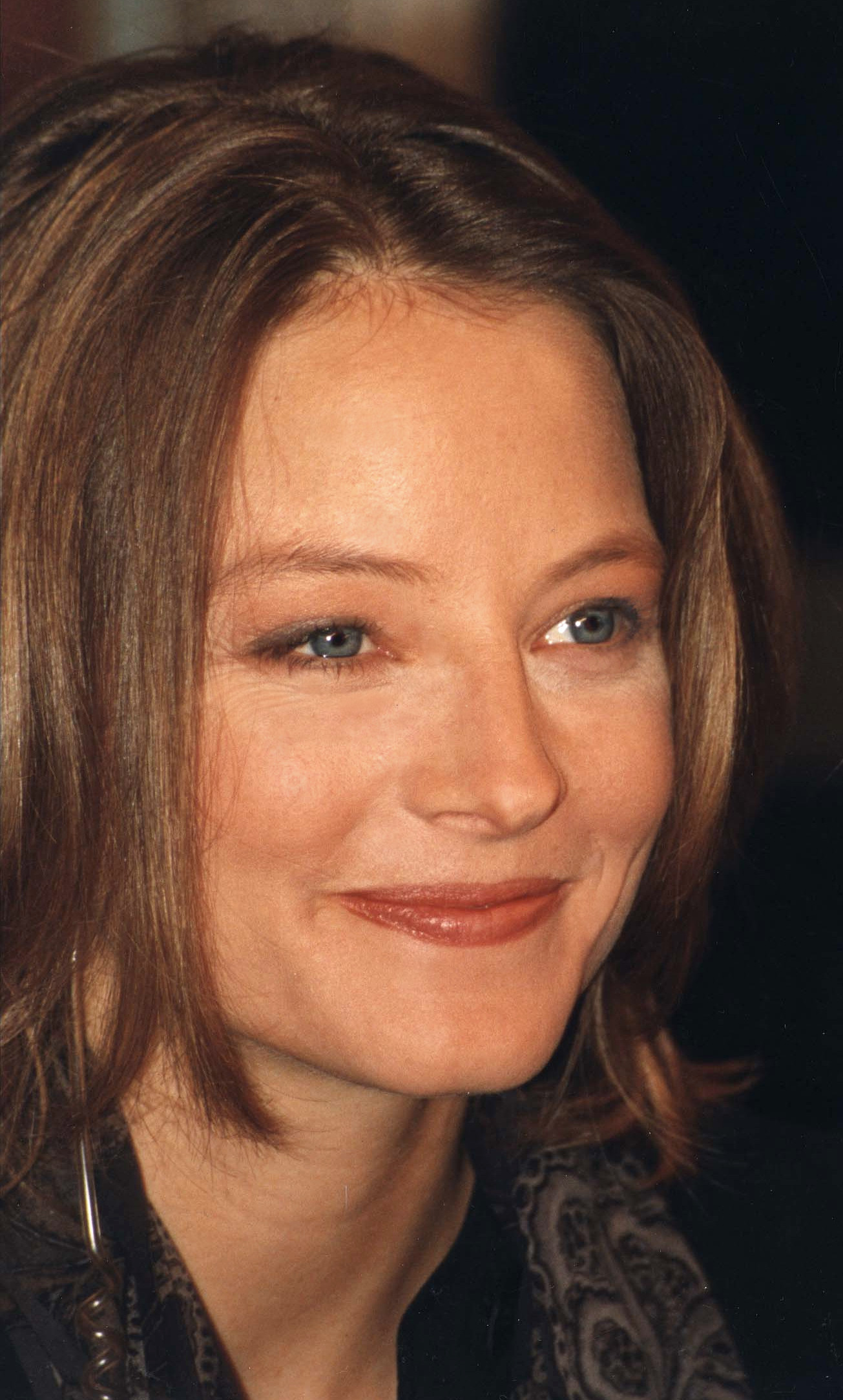
Jodie Foster,
Berlinale Kamera 1996

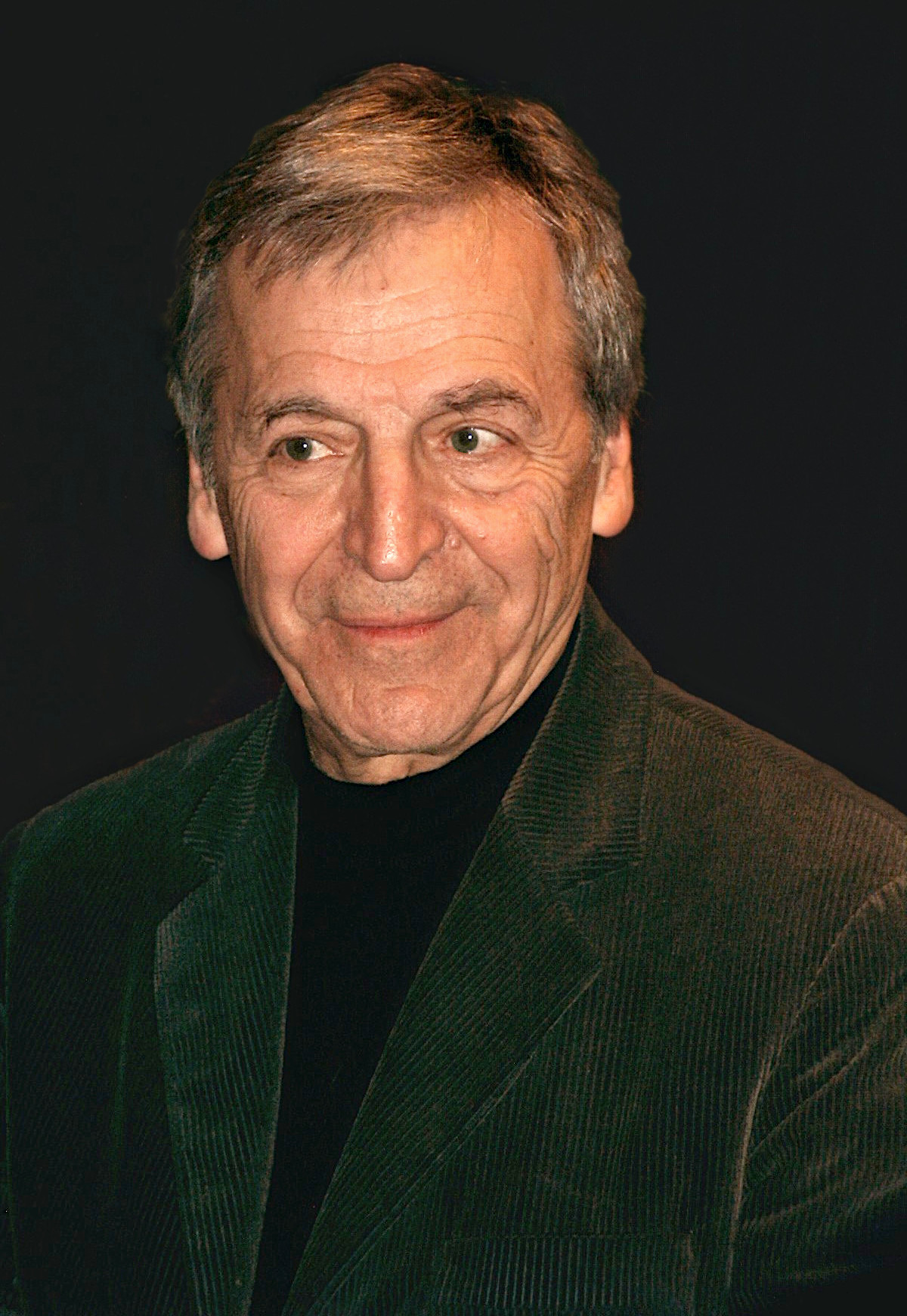
Costa-Gavras,
Berlinale Kamera 2002

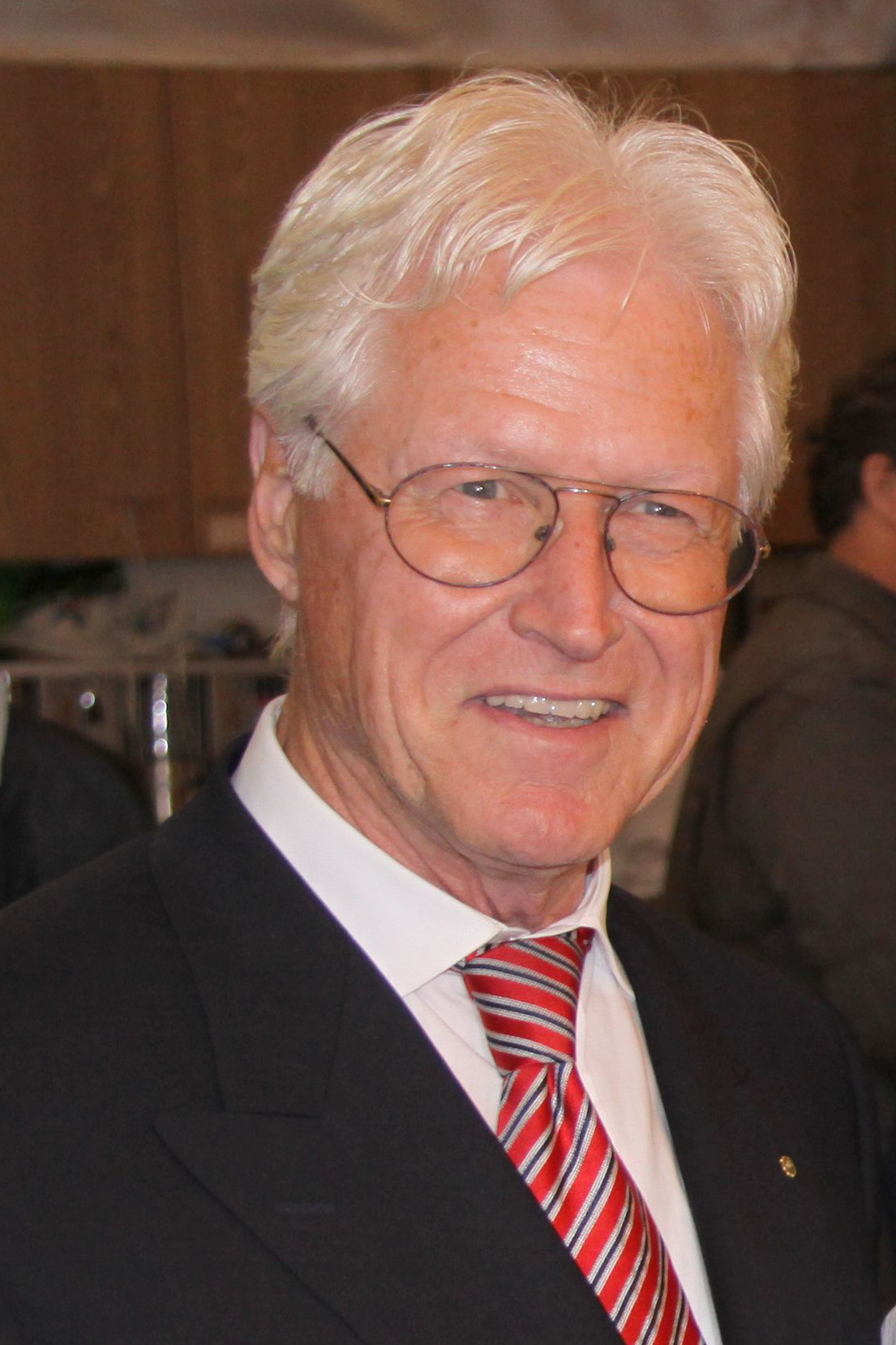
Rolf Bähr,
Berlinale Kamera 2004

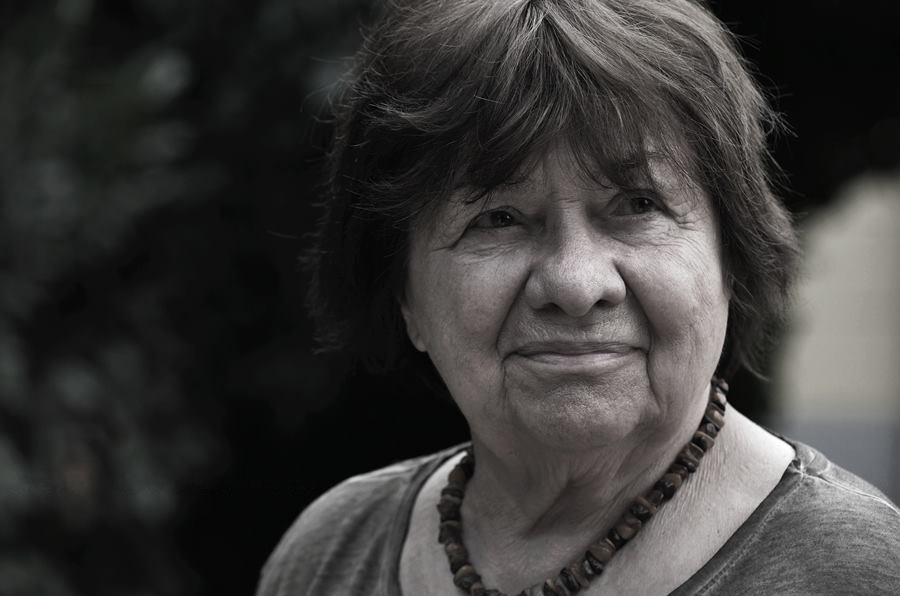
Márta Mészáros,
Berlinale Kamera 2007

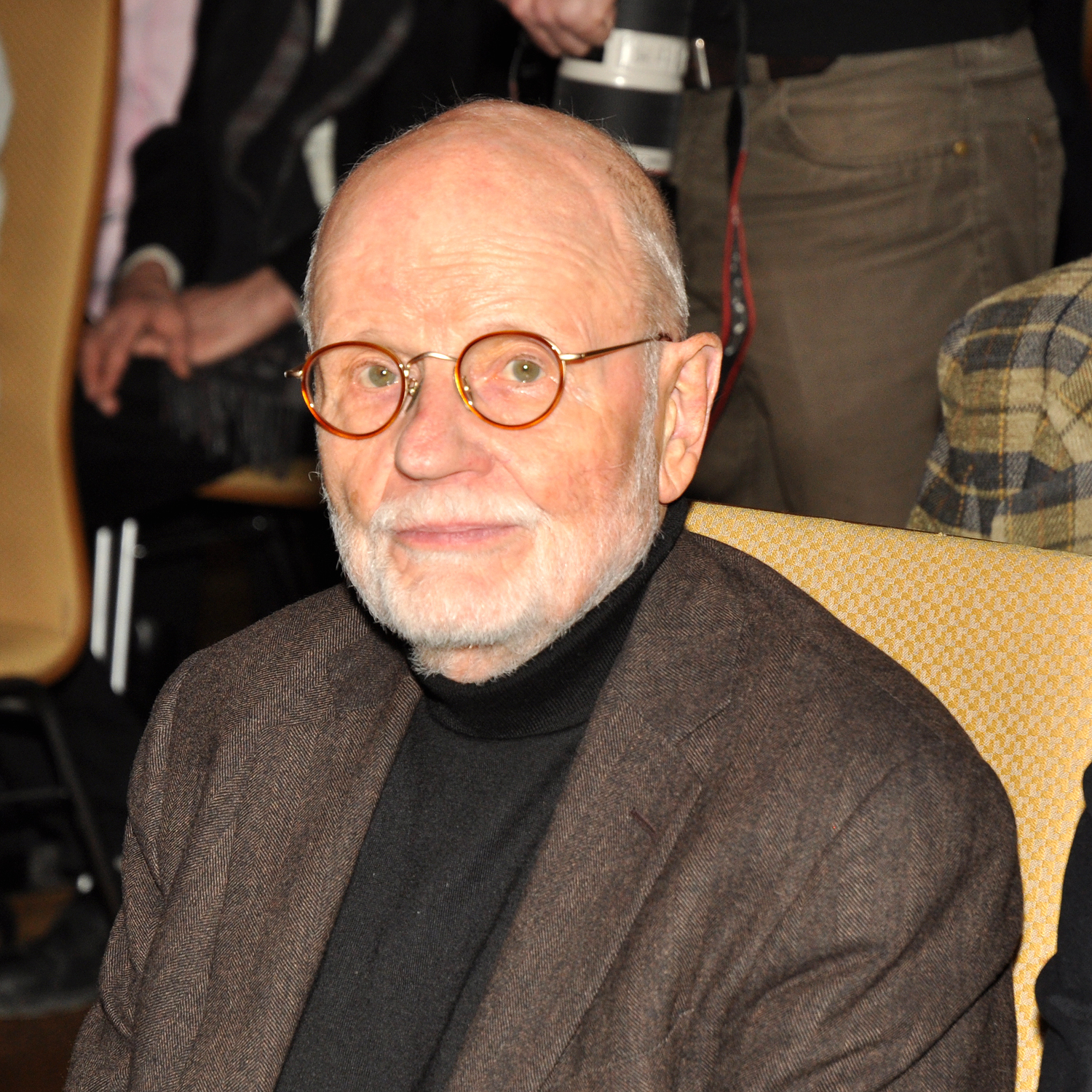
Günter Rohrbach,
Berlinale Kamera 2009

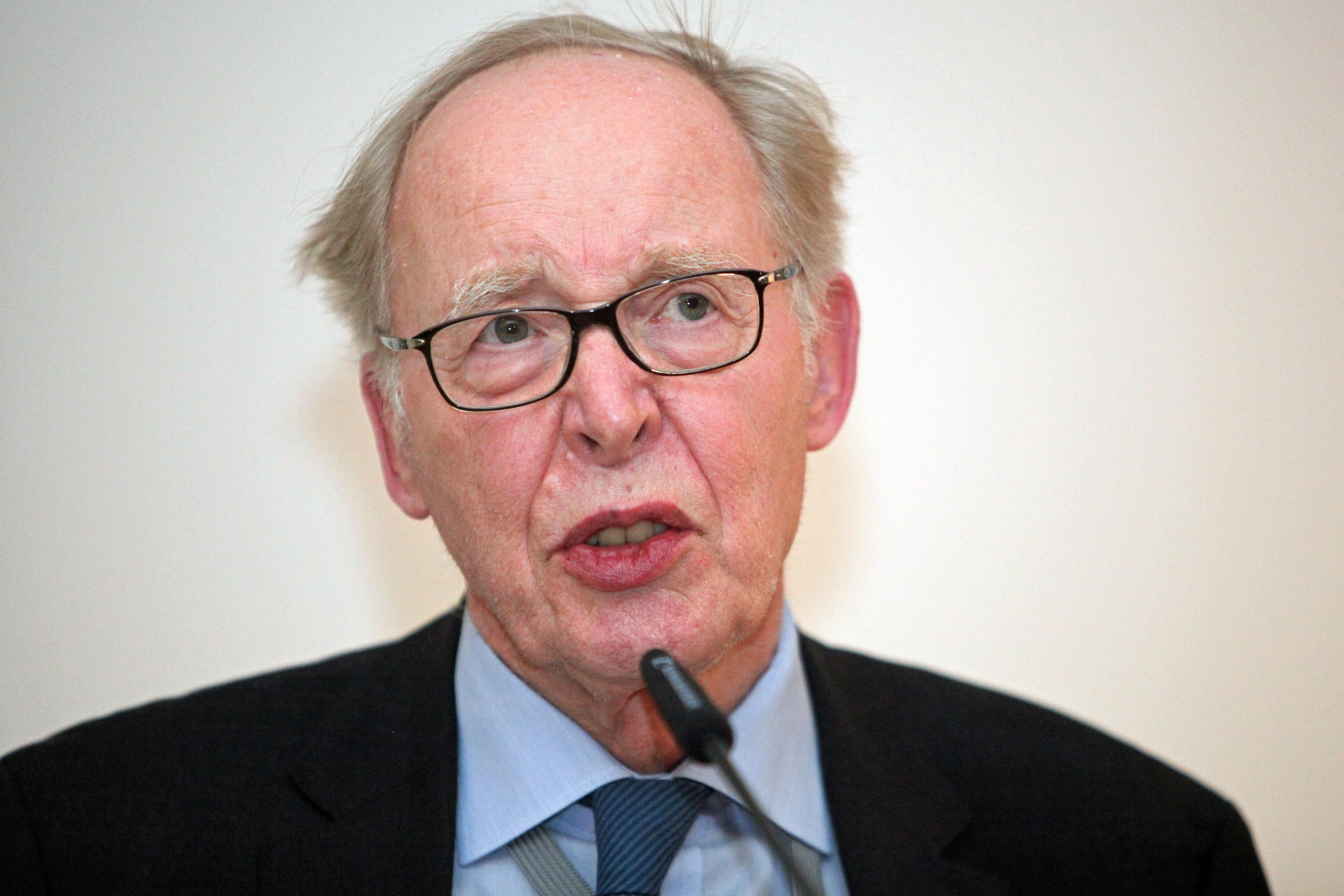
Ulrich Gregor,
Berlinale Kamera 2010

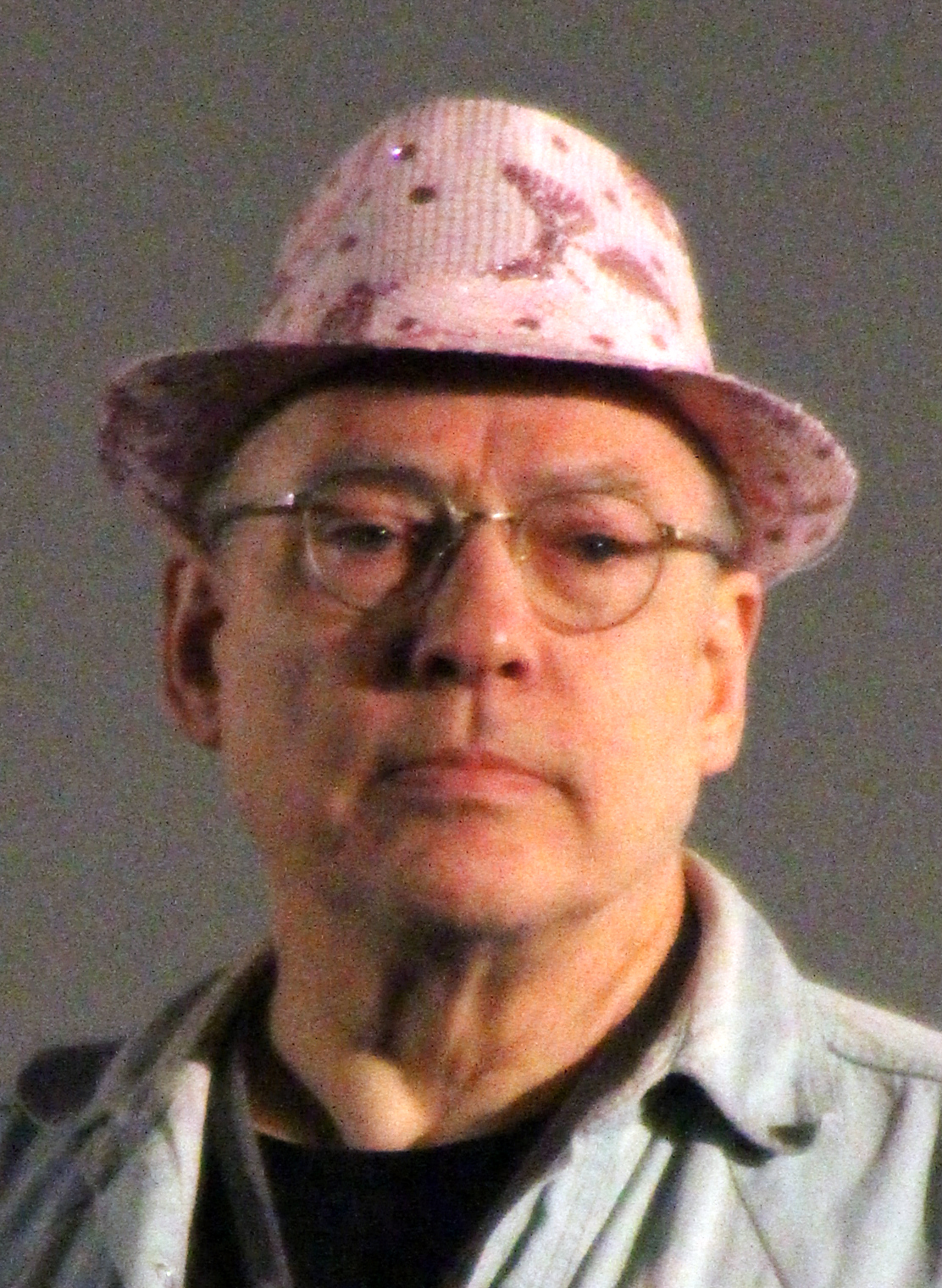
Rosa von Praunheim,
Berlinale Kamera 2013

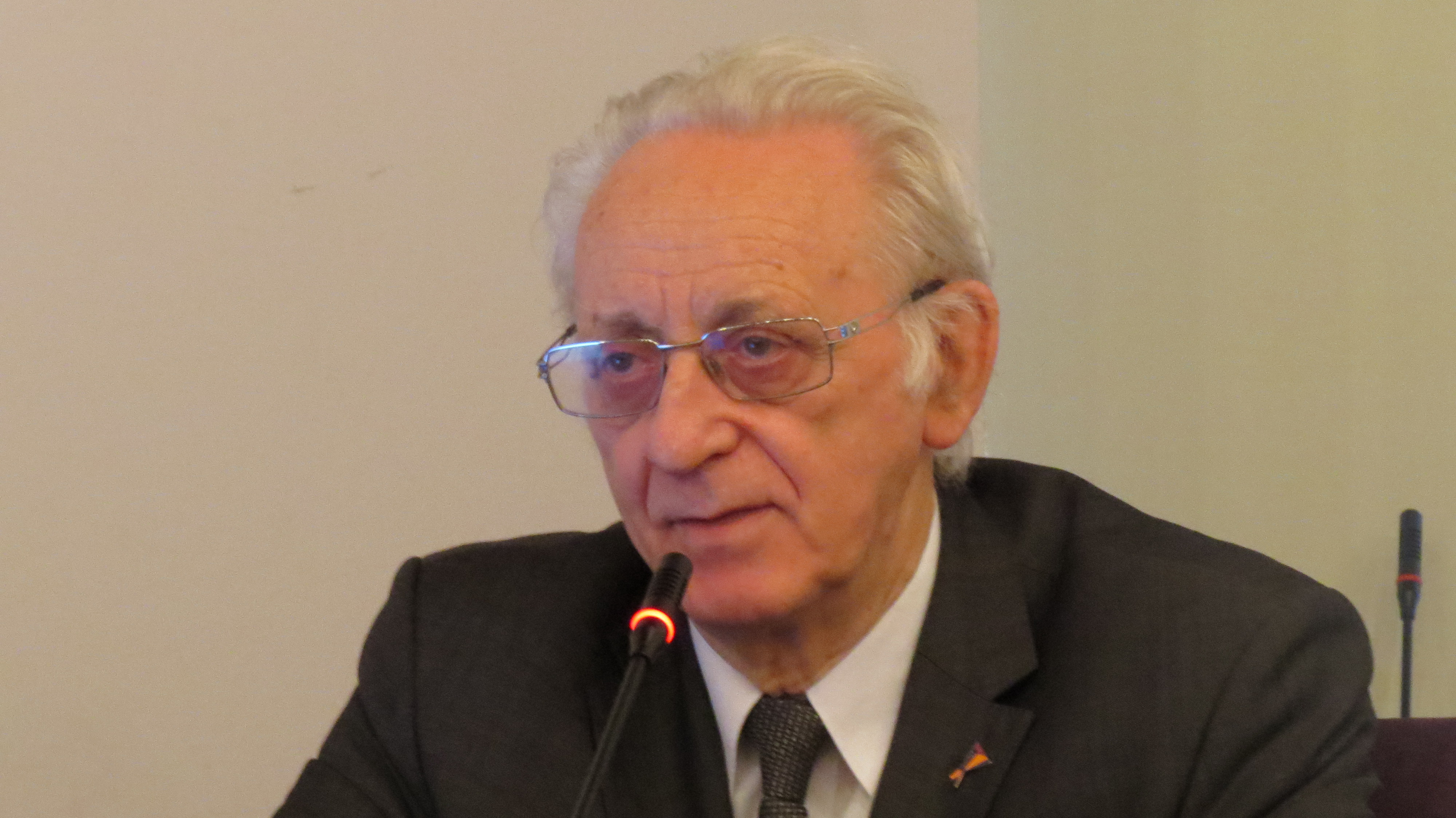
Naum Kleiman,
Berlinale Kamera 2015

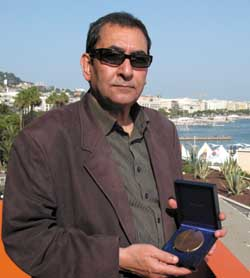
Samir Farid,
Berlinale Kamera 2017

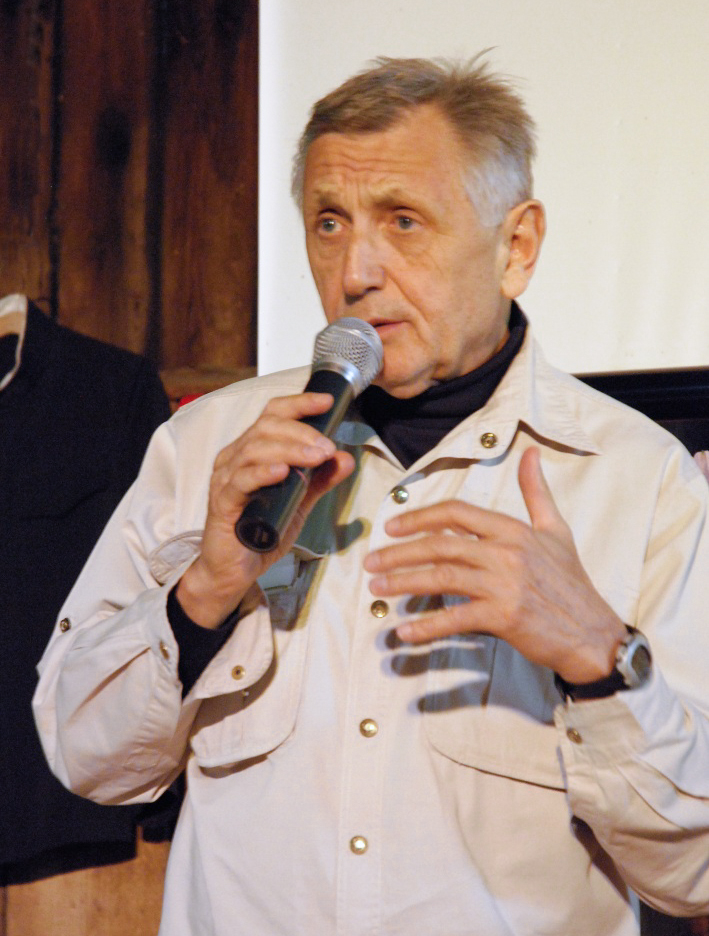
Jiří Menzel,
Berlinale Kamera 2018

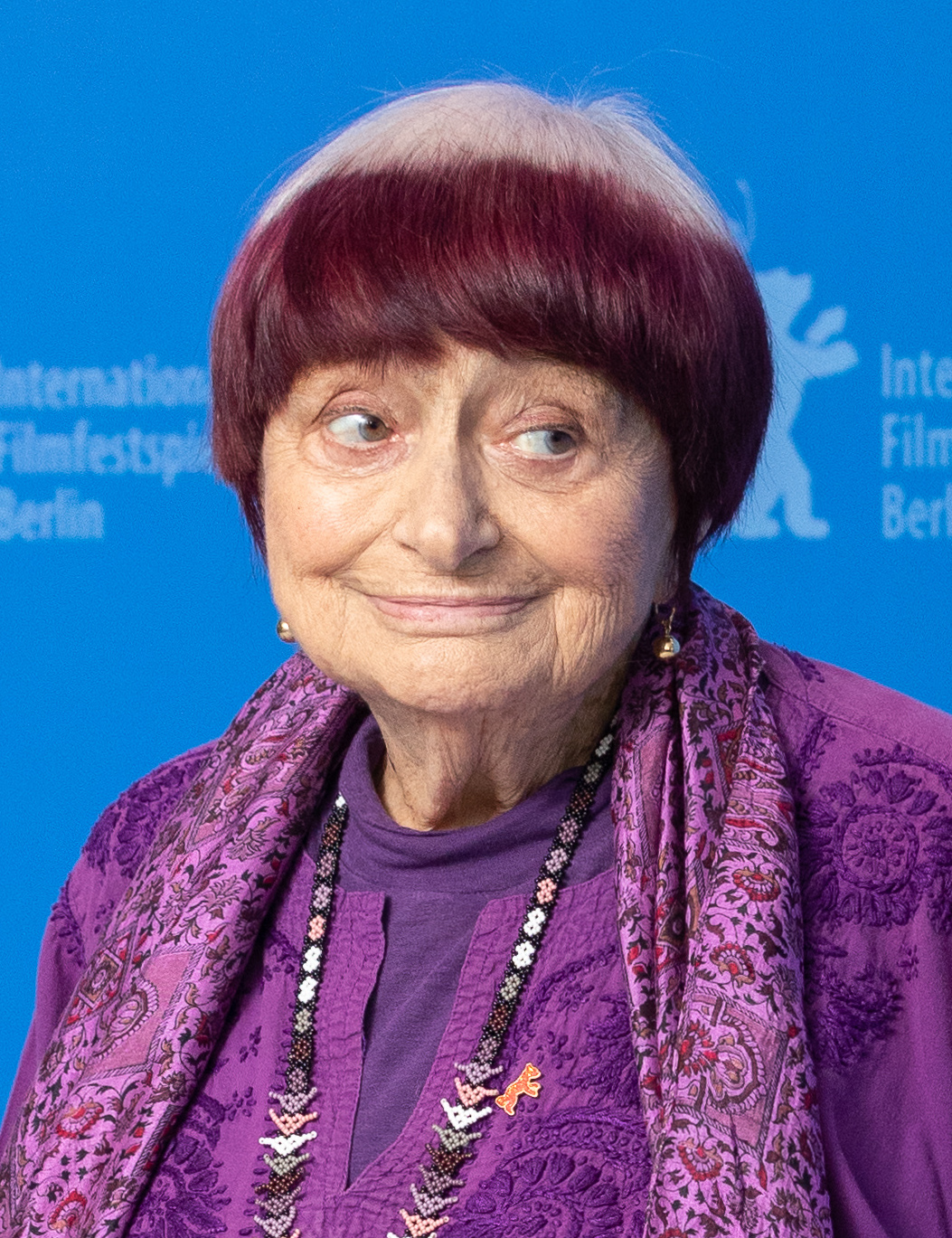
Agnès Varda,
Berlinale Kamera 2019

### Anni 1980
- 1986
  - Gina Lollobrigida, attrice (Italia)
  - Giulietta Masina, attrice (Italia)
  - Sydney Pollack, regista, attore e produttore (USA)
  - Fred Zinnemann, regista (USA)
- 1987
  - Klaus Maria Brandauer, attore (Austria)
  - Elem Klimow, regista (URSS)
  - Jack Valenti, presidente della MPAA (USA)
- 1988
  - Richard Attenborough, attore, regista e produttore (Regno Unito)
  - Chuck Berry, cantautore e compositore (USA)
  - Guglielmo Biraghi, giornalista e critico (Italia)
  - Ellen Burstyn, attrice (USA)
- 1989
  - Stephen Frears, regista (Regno Unito)
  - Horst Pehnert, giornalista e politico (Germania Est)
  - Michail Schkalikow, vice presidente del Goskino (URSS)
  - Marc Spiegel, dirigente della MPAA (URSS)

### Anni 1990
- 1990
  - Frank Beyer, regista e sceneggiatore (Germania)
  - Martin Landau, attore e produttore (USA)
  - Karel Vachek, regista, poeta e filosofo (Cecoslovacchia)
  - Bernhard Wicki, attore e regista (Austria)
- 1991
  - Francis Ford Coppola, regista, sceneggiatore e produttore (USA)
  - Jane Russell, attrice (USA)
- 1992
  - Hal Roach, regista e produttore (USA)
- 1993
  - Victoria Abril, attrice (Spagna)
  - Juliette Binoche, attrice (Francia)
  - Gong Li, attrice (Singapore)
  - Corinna Harfouch, attrice (Germania)
  - Johanna ter Steege, attrice (Paesi Bassi)
- 1995
  - Eleanor Keaton, attrice (USA)
  - Federazione internazionale degli archivi filmografici
- 1996
  - Čyngyz Ajtmatov, scrittore (Kirghizistan)
  - Sally Field, attrice (USA)
  - Jodie Foster, attrice, regista e produttrice (USA)
  - Astrid Henning-Jensen, regista e sceneggiatrice (Danimarca)
  - Volker Noth, grafico (Germania)

- 1997
  - Lauren Bacall, attrice (USA)
  - Ann Hui, regista (Cina)
  - Armin Mueller-Stahl, attore (Germania)
  - Franz Seitz Jr., regista, sceneggiatore e produttore (Germania)
- 1998
  - Carmelo Romero, vice direttore dell'ICAA (Spagna)
  - Curt Siodmak, scrittore, regista e sceneggiatore (USA)
- 1999
  - Armen Medvedev, produttore (Russia)
  - Robert Rodríguez, regista, sceneggiatore e produttore (USA)
  - Meryl Streep, attrice e produttrice (USA)

### Anni 2000
- 2000
  - Kon Ichikawa, regista (Giappone)
  - Wolfgang Jacobsen, scrittore, curatore editoriale e storico (Germania)
- 2001
  - Heinz Badewitz, cineasta (Germania)
  - Kei Kumai, regista (Giappone)
- 2002
  - Costa-Gavras, regista, sceneggiatore e produttore (Francia)
  - Volker Hassemer, politico (Germania)
  - Horst Wendlandt, produttore (Germania)
- 2003
  - Artur Brauner, imprenditore e produttore (Germania)
  - Peer Raben, compositore (Germania)
  - Erika Richter, drammaturga (Germania)
- 2004
  - Rolf Bähr, giurista (Germania)
  - Erika Rabau, attrice e fotografa (Germania)
  - Willy Sommerfeld, pianista (Germania)
  - Regina Ziegler, produttrice (Germania)
- 2005
  - Daniel Day-Lewis, attore (Regno Unito)
  - Katrin Saß, attrice (Germania)
  - Helene Schwarz, segretaria del dffb (Germania)
  - Shochiku, casa di produzione e distribuzione cinematografica (Giappone)
- 2006
  - Michael Ballhaus, direttore della fotografia (Germania)
  - Jürgen Böttcher, regista e pittore (Germania)
  - Laurence Kardish, Senior Curator del MoMA (USA)
  - Hans Helmut Prinzler, regista e scrittore (Germania)
  - Peter B. Schumann, giornalista (Germania)
- 2007
  - Clint Eastwood, attore, regista e produttore (USA)
  - Gianni Minà, giornalista, scrittore e conduttore televisivo (Italia)
  - Márta Mészáros, regista (Ungheria)
  - Dorothea Moritz, attrice (Germania)
  - Ron Holloway, giornalista e storico (USA)
- 2008
  - Karlheinz Böhm, attore (Austria)
  - Otto Sander, attore (Germania)
- 2009
  - Claude Chabrol, regista, sceneggiatore e attore (Francia)
  - Manoel de Oliveira, regista, sceneggiatore e editore (Portogallo)
  - Günter Rohrbach, produttore (Germania)

### Anni 2010
- 2010
  - Erika e Ulrich Gregor, fondatori del "Forum internazionale del nuovo cinema" (Germania)
  - Yōji Yamada, regista (Giappone)
  - Fonderie Noack, produttrici delle statuette consegnate durante il festival (Germania)
- 2011
  - Lia van Leer, cineasta e archivista (Israele)
  - Jérôme Clément, giurista, sceneggiatore e fondatore del canale televisivo arte (Francia)
  - Franz e Rosemarie Stadler, fondatori del Filmkunst66 (Germania)
  - Harry Belafonte, musicista e attore (USA)
- 2012
  - Studio Babelsberg (Germania)
  - Haro Senft, cineasta (Germania)
  - Ray Dolby, ingegnere e inventore (USA)
- 2013
  - Rosa von Praunheim, regista (Germania)
  - Isabella Rossellini, attrice (Italia)
- 2014
  - Karl Baumgartner, produttore e distributore (Germania)
- 2015
  - Naum Kleiman, critico e storico del cinema (Russia)
  - Marcel Ophüls, regista, sceneggiatore e produttore (USA)
  - Carlo Petrini, gastronomo, sociologo e scrittore (Italia)
  - Alice Waters, chef, ristoratrice e scrittrice (USA)
- 2016
  - Ben Barenholtz, produttore e distributore (USA)
  - Tim Robbins, attore, regista e sceneggiatore (USA)
  - Marlies Kirchner, distributrice e esercente (Germania)
- 2017
  - Nansun Shi, produttrice e distributrice (Hong Kong)
  - Geoffrey Rush, attore e produttore (Australia)
  - Samir Farid, critico e scrittore (Egitto)
- 2018
  - Jiří Menzel, regista (Repubblica Ceca)
  - Katriel Schory, produttore e direttore dell'Israel Film Fund (Israele)
  - Beki Probst, presidentessa dello European Film Market (Svizzera)
- 2019
  - Agnès Varda, regista (Francia)
  - Herrmann Zschoche, regista (Germania)
  - Wieland Speck, regista e attore (Germania)
  - Sandra Schulberg, fondatrice dell'Independent Filmmaker Project di New York (USA)

### Anni 2020
- 2020
  - Ulrike Ottinger, regista (Germania)
- 2023
  - Caroline Champetier, direttrice della fotografia (Francia)